# Tony Revolori
Tony Revolori, właśc. Anthony Revolori (ur. 28 kwietnia 1996 w Anaheim) – amerykański aktor filmowy i telewizyjny pochodzenia gwatemalskiego, znany z roli Zero Moustafy w Grand Budapest Hotel.

## Życiorys
Jego ojciec Mario Quinonez w młodości występował jako aktor. Tą samą profesją zajął się również jego starszy brat Mario Revolori. Tony Revolori w wieku dwóch lat pojawił się w jednej z reklam jedzenia dla dzieci. Później wystąpił w kilku produkcjach krótkometrażowych i pojedynczych odcinkach seriali telewizyjnych.
Popularność i rozpoznawalność przyniosła mu rola boya hotelowego Zero Moustafy w Grand Budapest Hotel (w ostatnim etapie castingu pokonał swojego brata). Otrzymał za nią m.in. nominację do Nagrody Saturn dla najlepszego młodego aktora lub aktorki.
Zagrał następnie m.in. w sitcomie Son of Zorn. W 2016 został obsadzony w roli Flasha Thompsona w filmie Spider-Man: Homecoming.

## Filmografia
- 2006: Jednostka (serial TV)
- 2007: Ekipa (serial TV)
- 2009: Na imię mi Earl (serial TV)
- 2009: The Perfect Game
- 2010: Sons of Tucson (serial TV)
- 2013: Shameless – Niepokorni (serial TV)
- 2014: Grand Budapest Hotel
- 2015: Dorastanie dla początkujących
- 2015: Umrika
- 2016: Lowriders
- 2016: Syn Zorna (serial TV)
- 2017: Spider-Man: Homecoming
- 2017: Table 19
- 2019: Spider-Man: Daleko od domu
- 2021: Spider-Man: Bez drogi do domu[1]